# Liste der Kulturgüter in Heiligenschwendi
Die Liste der Kulturgüter in Heiligenschwendi enthält alle Objekte in der Gemeinde Heiligenschwendi im Kanton Bern, die gemäss der Haager Konvention zum Schutz von Kulturgut bei bewaffneten Konflikten, dem Bundesgesetz vom 20. Juni 2014 über den Schutz der Kulturgüter bei bewaffneten Konflikten sowie der Verordnung vom 29. Oktober 2014 über den Schutz der Kulturgüter bei bewaffneten Konflikten unter Schutz stehen.
Es sind weder A-Objekte noch B-Objekte auf dem Gemeindegebiet ausgewiesen, Objekte der Kategorie C fehlen zurzeit (Stand: 22. Februar 2024). Unter übrige Baudenkmäler sind Objekte zu finden, die im Bauinventar des Kantons Bern als «schützenswert» verzeichnet sind.

## Übrige Baudenkmäler
Hinweis: Als Objekt-Identifikator (ID) wird die Grundstücksnummer verwendet.
| ID  | Foto |                                                                                        | Objekt                                              | Typ | Standort                                | Beschreibung |
| --- | ---- | -------------------------------------------------------------------------------------- | --------------------------------------------------- | --- | --------------------------------------- | ------------ |
| 23  | BW   | Datei hochladen                                                                        | Aussichtspavillon (1906)                            | G   | Trachtwege 122 617132 / 177557          |              |
| 24  | BW   | Datei hochladen                                                                        | Chalet Erika (1906)                                 | G   | Trachtwege 123 617272 / 177598          |              |
| 30  | BW   | Datei hochladen                                                                        | Feldscheune (2. Hälfte 18. Jh.)                     | G   | Längmadweid 339 619364 / 178089         |              |
| 55  | BW   | Datei hochladen                                                                        | Ehemalige Mühle (1864)                              | G   | I der Cholere 97 616964 / 178364        |              |
| 70  | BW   | Datei hochladen                                                                        | Speicher (1766)                                     | G   | Schwendi 261 618869 / 177429            |              |
| 115 | BW   | Datei hochladen                                                                        | Sägerei (1858)                                      | G   | I der Cholere 96 616920 / 178347        |              |
| 166 | BW   | Datei hochladen                                                                        | Speicher (1683)                                     | G   | Dörfli 156 617777 / 178313              |              |
| 223 | BW   | Datei hochladen                                                                        | Bauernhaus (1782)                                   | G   | Dörfli 159 617807 / 178299              |              |
| 238 | ja   | Datei hochladen · Wikidata zu Speicher (1788) (Q124636780)                             | Speicher (1788)                                     | G   | Schwendi 313 619168 / 177672            |              |
| 318 | BW   | Datei hochladen                                                                        | Speicher (frühes 19. Jh.)                           | G   | Schwendi 264 618865 / 177270            |              |
| 321 | ja   | Datei hochladen                                                                        | Ehemalige Tuberkuloseklinik (1948/49)               | G   | Schwendi 296 619589 / 177673            |              |
| 378 | BW   | Datei hochladen                                                                        | Speicher (um 1780)                                  | G   | Obere Haltenstrasse 239 618106 / 177517 |              |
| 404 | BW   | Datei hochladen                                                                        | Ofenhaus (19. Jh.)                                  | G   | Moos 188 618394 / 178263                |              |
| 404 | BW   | Datei hochladen                                                                        | Bauernhaus (1783)                                   | G   | Moos 189 618387 / 178287                |              |
| 404 | BW   | Datei hochladen                                                                        | Speicher (1770)                                     | G   | Moos 190 618361 / 178302                |              |
| 525 | ja   | Datei hochladen · Wikidata zu Ehemalige Panzersperre, Gruppe Trachtenwegen (Q20012635) | Ehemalige Panzersperre, "Gruppe Trachtwegen" (1941) | G   | Trachtwege N.N. 617428 / 177616         |              |
| 654 | BW   | Datei hochladen                                                                        | Hächuhüsli (2. Hälfte 17. Jh.)                      | G   | Dörfli 161 617788 / 178343              |              |
| 833 | BW   | Datei hochladen                                                                        | Scheune (19. Jh.)                                   | G   | Schwendi 280 619645 / 177487            |              |
| 833 | BW   | Datei hochladen                                                                        | Scheune (Mitte 18. Jh.)                             | G   | Schwendi 281 619583 / 177558            |              |
| 880 | ja   | Datei hochladen                                                                        | Speicher (1758), links                              | G   | Hundschüpfe 92 616810 / 178092          |              |
| 880 | ja   | Datei hochladen                                                                        | Ofenhaus (17. Jh.), rechts                          | G   | Hundschüpfe 93 616795 / 178107          |              |

Hinweis zur Legende: Anstelle der KGS-Nummer wird als Objekt-Identifikator (ID) die Grundstücksnummer verwendet.